# Fí

Fí — majuskulní varianta a jedna z variant minuskulních

Fí (velké písmeno má formu Φ, malé písmeno φ nebo ϕ, řecký název φῖ) je jednadvacáté písmeno řecké abecedy. V řecké číselné soustavě symbol φʹ označuje číslovku 500, zatímco ͵φ značí 500 000. Ve starořeckém jazyce reprezentoval foném [pʰ], který je klasifikován jako neznělá bilabiální ploziva s aspirací (přídechem). V současné moderní řečtině se znak φ vyslovuje jako [f], což odpovídá neznělé labiodentální frikativě, tedy zvuku tvořenému prouděním vzduchu mezi dolním rtem a horními zuby.

## Použití ve vědních oborech
Malé písmeno φ se používá jako symbol pro:
- Zlatý řez v matematice, umění a architektuře
- Eulerovu funkci φ(n) v teorii čísel; té se také někdy říká přímo Eulerova funkce φ
- hustotu rozdělení pravděpodobnosti normálního rozdělení v matematice a statistice
- úhel, zejména pro:
  - první úhlovou souřadnici v kulové soustavě souřadnic
  - určení fáze vlnění nebo fázového posunu
  - argument komplexního čísla
- elektrický potenciál ve fyzice
- zeměpisnou šířku v kartografii
- formule predikátové logiky prvního řádu
- ve fonetice jako symbol pro neznělou bilabiální frikativu
- v chemii jako označení kovalentní vazby, při níž se šest laloků jednoho atomového orbitalu překrývá s šesti laloky jiného orbitalu

Velké písmeno Φ je používáno jako symbol pro:
- Zlatý řez v matematice, umění a architektuře
- distribuční funkci normálního rozdělení v matematice a statistice
- kvantový výtěžek ve fotochemiii
- Relativní vlhkost vzduchu ve fyzice
- Světelný tok ve fotometrii

Písmenu Φ je podobný symbol ⌀ používaný pro označení průměru, jedná se ovšem o něco jiného a symboly by neměly být zaměňovány.

## Reprezentace v počítači
V kódování Unicode se písmeno Fí vyskytuje ve třech podobách:
- majuskulní Fí:
  - U+03A6 GREEK CAPITAL LETTER PHI (Φ): řecké písmeno Fí majuskulní
- minuskulní Fí:
  - U+03C6 GREEK SMALL LETTER PHI (φ): řecké písmeno Fí minuskulní
  - U+03D5 GREEK PHI SYMBOL (ϕ): řecké písmeno Fí jako symbol pro matematické texty [2]

V HTML/XHTML se pro zápis Fí používají HTML entity &Phi; (Φ) a &phi; (φ).
V LaTeXu se používají matematické symboly \Phi ({\displaystyle \Phi \,\!}), \phi ({\displaystyle \phi \,\!}), a \varphi ({\displaystyle \varphi \,\!}).
Některé webové prohlížeče mají zobrazování znaků U+03C6 GREEK SMALL LETTER PHI a U+03D5 GREEK PHI SYMBOL prohozeno. Následující dva řádky toto otestují pro prohlížeč, ve kterém je tato stránka zobrazena:
písmeno Fí: správně {\displaystyle \varphi \,\!}; možná špatně φ

symbol Fí: správně {\displaystyle \phi \,\!}; možná špatně ϕ